# Lisa Chappell
Lisa Irene Chappell (Auckland, 18 de outubro de 1968) é uma atriz e cantora neozelandesa.

## Carreira como atriz
Chappell trabalho em vários projetos na Nova Zelândia, incluindo a série de TV Gloss, Shortland Street, Hercules: The Legendary Journeys e City Life. Em 2000, Chappell interpretou Claire McLeod na série de TV astraliana McLeod's Daughters. Por sua performance, ela levou o Logie Award de Atriz Mais Popular e foi nomeada ao Silver Logie em 2003. Ela deixou a série em 2003, quando sua personagem foi morta em um acidente de carro.
Lisa também atuou numa adaptação para o palco de Educating Rita em 2007, que teve um turnê Austrália. Ela também atuou em vários filmes australianos e na série Roman Empire.

## Carreira como cantora
Atualmente Chappell está focada em sua carreira de cantora. Seu álbum de estréia, When Then Is Now, foi lançado em 1 de maio de 2006. Ela então saiu em turnê pela Austrália e Nova Zelândia para divulgar seu álbum.